# Episodi di South Park (venticinquesima stagione)
La venticinquesima stagione della serie animata South Park, composta da 6 episodi, è stata trasmessa negli Stati Uniti su Comedy Central dal 2 febbraio al 16 marzo 2022.
In occasione del 25º anniversario della serie sono state eseguite cover dei brani della serie al Broadway Musical Orchestra, annunciando la data di uscita della stagione. Il 16 marzo 2022 è stato annunciato un concerto dal vivo per celebrare i 25 anni di musica di South Park che si è tenuto al Red Rocks Amphitheatre di Morrison, in Colorado, il 10 agosto 2022. Il concerto è caratterizzato dalle apparizioni dei creatori Trey Parker e Matt Stone, con la musica dei Primus e dei Ween.
L'edizione italiana è stata trasmessa dal 10 febbraio al 24 marzo 2022 su Comedy Central.
Tutti gli episodi sono stati scritti e diretti da Trey Parker.
| nº | Titolo originale                         | Titolo italiano                          | Prima TV USA     | Prima TV Italia  |
| -- | ---------------------------------------- | ---------------------------------------- | ---------------- | ---------------- |
| 1  | Pajama Day                               | Pigiama Day                              | 2 febbraio 2022  | 10 febbraio 2022 |
| 2  | The Big Fix                              | Grandi correzioni                        | 9 febbraio 2022  | 3 marzo 2022     |
| 3  | City People                              | Gente di città                           | 16 febbraio 2022 | 3 marzo 2022     |
| 4  | Back to the Cold War                     | Guerra fredda: il ritorno!               | 2 marzo 2022     | 10 marzo 2022    |
| 5  | Help, My Teenager Hates Me!              | Aiuto, il mio adolescente mi odia!       | 9 marzo 2022     | 17 marzo 2022    |
| 6  | Credigree Weed St. Patrick's Day Special | Erba Credigree - Special di San Patrizio | 16 marzo 2022    | 24 marzo 2022    |

## Pigiama Day
- Titolo originale: Pajama Day

### Trama
Visto il mancato rispetto per il loro insegnante Garrison, il Preside PC decide di revocare i privilegi del Pigiama Day per l'intera classe. Cartman e gli altri sono sconvolti, tuttavia il preside PC si rifiuta di fare marcia indietro.
- Ascolti USA: telespettatori 844.000 – rating/share 18-49 anni.[9][10]

## Grandi correzioni
- Titolo originale: The Big Fix

### Trama
Randy Marsh partecipa a un'esposizione sulla cannabis dove viene a sapere che alcune persone stanno boicottando le fattorie di cannabis che non danno lavoro a persone di colore. Parla con Sharon, Shelly Marsh e Stan Marsh della loro mancanza di interazione con i neri, soprattutto per il fatto che Stan non gioca mai con Token Black, e decidono di invitarlo insieme ai suoi genitori, Steve e Linda Black, alla fattoria per cena. Durante la cena, viene rivelato che il nome di battesimo di Token è in realtà Tolkien in onore di J. R. R. Tolkien. Randy invita Steve a lavorare presso Tegridy e Steve accetta di fare consulenza finanziaria per lui. Stan è scioccato nell'apprendere il vero nome di Tolkien (in lingua inglese token, letteralmente "gettone" o "pedina", indica il personaggio secondario e talvolta inutile di un film o una serie appartenente ad una minoranza etnica inserito appositamente per soddisfare e accapararsi il pubblico di tale minoranza); tuttavia quando chiama Kyle Broflovski ed Eric Cartman scopre di essere l'unica persona che pensava che il nome fosse scritto Token. Quando Steve vede un cartellone pubblicitario con lui che promuove la Tegridy, Steve si arrabbia tuttavia quando Randy gli dà parte dei profitti della recente crescita della fattoria proveniente dalla nuova pubblicità, accetta l'idea di lavorare con lui. Stan va da un dottore e condivide le sue preoccupazioni sul razzismo per aver creduto che il nome di battesimo di Tolkien avesse a che fare con il simbolismo. Il dottore critica aspramente l'errore di Stan rompendo anche la quarta parete per affrontare il suo discorso. Suggerisce a Stan di leggere e il ragazzo inizia a leggere i libri di J. R. R. Tolkien. Steve suggerisce a Randy una nuova linea di marijuana che viene respinta, quindi Steve lascia la fattoria. In classe, Stan condivide il suo apprendimento dai libri di Tolkien e suggerisce che leggere diventi obbligatorio per tutti; Stan in seguito fa un discorso nella palestra della scuola dichiarando il J. R. R Tolkien Day, tuttavia quando invita Token/Tolkien a parlare, quest'ultimo dichiara di odiare tutto ciò che ha a che fare con J. R. R. Tolkien e Il Signore degli Anelli. Tolkien incontra Stan a casa sua dove Stan confessa il suo errore sul nome di Tolkien. Perdona Stan e rivela che Steve ha comprato la fattoria di cannabis di fronte a Tegridy, ora chiamata Credigree Weed. Randy è irritato dal fatto che Steve stia rubando i suoi clienti usando la conoscenza che ha insegnato a Steve e caccia Tolkien da casa sua, promettendo di agire contro Steve. Infine, il dottore appare sullo schermo per rompere nuovamente la quarta parete riguardo al nome di Tolkien.
- Ascolti USA: telespettatori 658.000 – rating/share 18-49 anni.[11]

## Gente di città
- Titolo originale: City People

### Trama
Quando la madre di Cartman trova lavoro come agente immobiliare, Cartman crea la sua attività immobiliare.
- Ascolti USA: telespettatori 664.000 – rating/share 18-49 anni.[12]

## Guerra fredda: il ritorno!

Il presidente Vladimir Putin nel suo ufficio

- Titolo originale: Back to the Cold War

### Trama
Dopo l'invasione russa dell'Ucraina del 2022, il signor Mackey si prepara per una guerra nucleare, mentre Butters si prepara per una gara di dressage.
- Ascolti USA: telespettatori 525.000 – rating/share 18-49 anni.[13]

## Aiuto, il mio adolescente mi odia!
- Titolo originale: Help, My Teenager Hates Me!

### Trama
I ragazzi iniziano a praticare softair e conoscono un gruppo di adolescenti molto invadenti e fastidiosi che rischiano di rovinare il divertimento.
- Ascolti USA: telespettatori 621.000 – rating/share 18-49 anni.[14]

## Erba Credigree - Special di San Patrizio
- Titolo originale: Credigree Weed St. Patrick's Day Special

### Trama
Mentre Butters è entusiasta di festeggiare il giorno di San Patrizio, Randy si mette nei guai con Steve Black. Butters è scioccato dal fatto che la maggior parte delle persone a South Park non sappiano cosa sia il giorno di San Patrizio.
- Ascolti USA: telespettatori 493.000 – rating/share 18-49 anni.[15]